# ويليام إم. غراي
ويليام إم. غراي (بالإنجليزية: William M. Gray)‏ هو عالم أرصاد أمريكي، ولد في 9 أكتوبر 1929 في ديترويت في الولايات المتحدة، وتوفي في 16 أبريل 2016 في فورت كولنز في الولايات المتحدة.